# Margrethe Koch
Margrethe Koch (* 21. Mai 1869 in Kopenhagen/Dänemark; † 16. April 1951 ebenda) war eine dänische Krankenschwester, Pionierin der Krankenpflegeausbildung und Präsidentin des Dänischen Pflegerats (Dansk Sygeplejeråd).

## Leben
Margrethe Koch geb. Schiøler, wurde als Tochter eines wohlhabenden dänischen Aktienhändlers geboren. Sie wurde durch Hauslehrer erzogen. Im Jahr 1897 ging sie zur Krankenpflegeausbildung ans Presbyterian Hospital in New York City. Die Schule stand unter der Leitung von Anna Maxwell, der sogenannten US-amerikanischen Florence Nightingale. Schon ein Jahr später, 1898, wurde die Ausbildung auf drei Jahre verlängert. Koch selbst beendete ihre Krankenpflegeausbildung noch nach zwei Jahren, im Jahr 1899. Sie wurde sofort als Oberschwester in der Operationsabteilung des Presbyterian Hospital eingesetzt und blieb zwei Jahre lang in dieser Position. Dann kehrte sie nach Dänemark zurück, wo sie den evangelischen Vikar Hans Koch ehelichte und mit diesem auf die Insel Fanø zog. Als Ehefrau eines Geistlichen durfte sie nicht arbeiten, stattdessen schrieb sie aber Zeitungsartikel über das US-amerikanische Krankenpflegeausbildungssystem und rief zu entsprechenden Reformen in Dänemark auf. Zu jenem Zeitpunkt war die Krankenpflegeausbildung in Dänemark noch nicht systematisiert. Inhalte und Dauer variierten von Einrichtung zu Einrichtung. Die Schulen standen unter ärztlicher Leitung, in den USA hingegen, sowohl was Theorie als auch Praxis anbelangte, unter Leitung einer Krankenschwester.
1899 kam es zur Gründung des Dänischen Pflegerats (Dansk Sygeplejeråd). Diese Organisation teilte die Ansichten Kochs und publizierte diese im nun monatlich erscheinenden Krankenpflegemagazin. Koch hielt zudem Vorlesungen in der Danish Women's Society und sprach hier über ihre Modernisierungsvorschläge. Von 1909 bis 1911 wurde Koch Sekretärin des dänischen Pflegerats in Kopenhagen. 1924 bis 1933 war sie Herausgeberin des dänischen Krankenpflegemagazins Journal of Nursing. Bereits 1906 hatte Koch die junge Dänin Charlotte Munck ans Presbyterian Hospital entsandt, die dort von 1906 bis 1909, ebenfalls bei Anna Maxwell, eine Krankenpflegeausbildung erhielt. So baute Koch den entsprechenden dänischen Nachwuchs auf. 1903 schaffte es der Dänische Pflegerat, Munck am Bispebjerg-Krankenhaus in Kopenhagen einzusetzen. Dieses Krankenhaus war neu gebaut worden. Munck wurde hier Oberschwester, sowohl für das Krankenpflegepersonal auf den Stationen als auch für die Krankenpflegeschule. Die Ausbildung stand somit nicht mehr unter ärztlicher Leitung. 1933 nahm Koch am Kongress des International Council of Nurses in Paris und Brüssel teil. Ebenfalls 1933 wurde sie Präsidentin des Dänischen Pflegerats und blieb bis 1934 in dieser Position. Dies war eine kurze aber bedeutsame Zeit. 1933 änderte das dänische Parlament das Krankenpflegegesetz und sah die staatliche Anerkennung für diesen Beruf vor. Damit hatte Koch ein wichtiges Ziel erreicht. Gute Kontakte bestanden zu Victoria Jensen, der Oberin der Diakonissenstiftung Kopenhagen (Diakonissestiftelsen).
Nach Renteneintritt widmete sich Koch wieder der schriftstellerischen Arbeit und schrieb eine Biografie über Charlotte Munck. 1949 erhielt sie für ihre Verdienste die Medal in Merit in Gold (Kgl. Belønningsmedaille i guld).
Margrethe Koch war verheiratet mit Hans Koch. Das Ehepaar hatte zwei Kinder.

## Veröffentlichungen
- Margrethe Koch (1941): Charlotte Munck. Et Livsbillede. G.E.C. Gads Forlag: Kopenhagen
- Margrethe Koch (1944): Dans Sygeplejeråds Historie. Nyt Nordisk Forlag: Arnold Busck